# Ярденит
Ярденит (ивр. ירדנית‎, происходит от уменьшительного Иордан) — место выхода реки Иордан из Тивериадского озера, а также центр крещения, где происходит символический обряд крещения верующих греческой Православной Церкви и католиков. Точное место крещения Иисуса Христа упоминается в Евангелии как Вифавара, чье месторасположение идентифицируется в нижнем течении реки Иордан. В течение долгого времени считалось, что Вифавара находится вблизи Каср-Эль-Яхуд в 4 километрах от впадения реки Иордан в Мёртвое море. Каср-Эль-Яхуд до сих пор считается самым важным местом крещения паломников. Однако из-за своего расположения в пограничной зоне между Израилем и Иорданией, доступ туда до 2011 года был возможен только раз в год в праздник Крещения Господня. В остальное время обряд крещения осуществлялся в Ярдените, который был выбран в 1981 году правительством Израиля в качестве символического места крещения Иисуса Христа. Ярденит находится на земле, принадлежащей киббуцу Киннерет, и управляется членами киббуца.

## Расположение
Ярденит — комплекс зданий и сооружений на реке Иордан, расположен на севере Израиля в Галилее, у южного берега Тивериадского озера, в нескольких километрах к югу от города Тверия. Подъезд к территории комплекса через шоссе номер 90.

## История
По всей протяженности комплекса на всех языках мира написана цитата из Евангелия:
«И было в те дни, пришёл Иисус из Назарета Галилейского и крестился от Иоанна в Иордане. И когда выходил из воды, тотчас увидел Иоанн разверзающиеся небеса и Духа, как голубя, сходящего на Него. И глас был с небес: Ты Сын Мой возлюбленный, в Котором Моё благоволение».
Согласно христианской истории крещение Иисуса (Мф. 3:13) на самом деле имело место в селении Вифавара, которое как считалось, соответствует нынешнему Каср-эль-Яхуд на севере Мёртвого Моря. На протяжении веков Каср-Эль-Яхуд было самым важным местом крещения паломников, там находились монастыри и гостевые дома. После Шестидневной Войны место, именуемое Каср-Эль-Яхуд, оказалось в демилитаризованной зоне разведения войск, и доступ к нему был ограничен вплоть до 1994 года, когда с Иорданией был подписан мирный договор. В результате, Министерство туризма Израиля приняло решение создать комплекс Ярденит в 1981 году в качестве запасной площадки. Как результат, Ярденит стал единственным регулируемым местом крещения на израильской стороне реки, до открытия Каср-Эль-Яхуд в 2011 году. В настоящее время, после обнаружения археологами руин ранневизантийской церкви на восточном берегу реки Иордан, наиболее вероятным местом упоминаемой в Библии Вифавары считается посёлок Вади-эль-Харар (Иордания). Реки там уже нет, так как с тех пор она изменила русло.
Вместе с тем, с восстановлением Храма Двенадцати Апостолов в Капернауме, развилась традиция крещения и в водах озера Кинерет. Несмотря на разнообразие традиций, бытующее мнение, что «дважды не войти в одну и ту же реку, ибо притекает другая вода» (Гераклит Эфесский, V в. до н. э.), именно крещение в водах Иордана несёт в себе гораздо больший духовный смысл, нежели физическое омовение.

## Современное состояние
Комплекс Ярденит был построен в 1981 году, с сувенирным магазином, рестораном, доступной автомобильной парковкой и всем, что нужно для омовения: раздевалками, возможностью приобрести или взять напрокат специальную одежду. Ежегодно 400 тыс. паломников посещает это место. Управляют комплексом жители кибуца Квуцат-Кинерет, который расположен рядом с Ярденитом.
В месте размещения комплекса Ярденит в водах Иордана изобилует тиляпия, карпы и сомы, которые почти как ручные осаждают берега реки в поисках пропитания, щедро предоставляемого туристами. В начале XXI века в этом месте появились нутрии, которые раньше обитали только в районе долины Хула. По всей видимости, обильное питание, которые предлагают зверькам туристы, привлекло сюда нутрий на постоянное проживание.

## Галерея

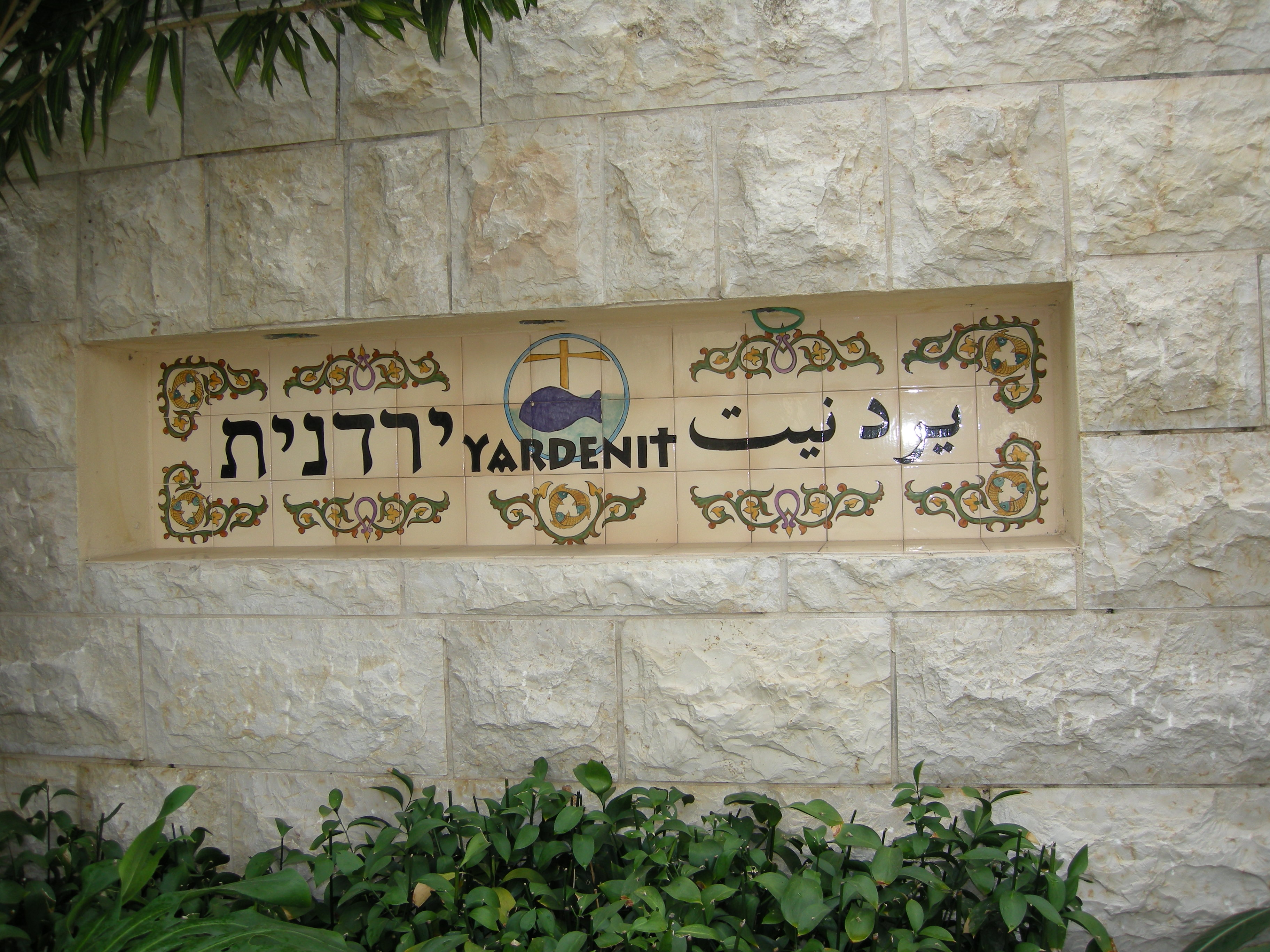
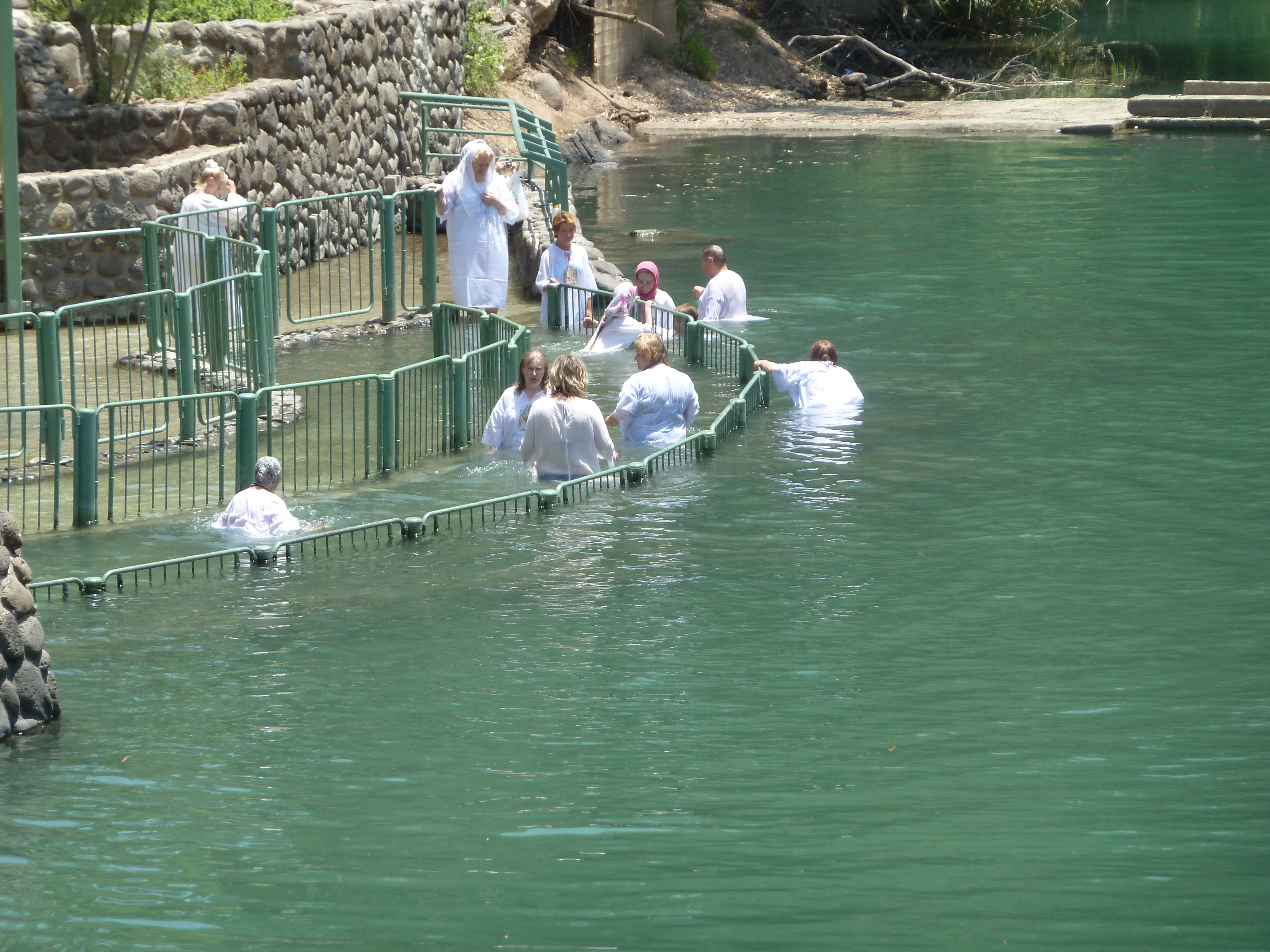
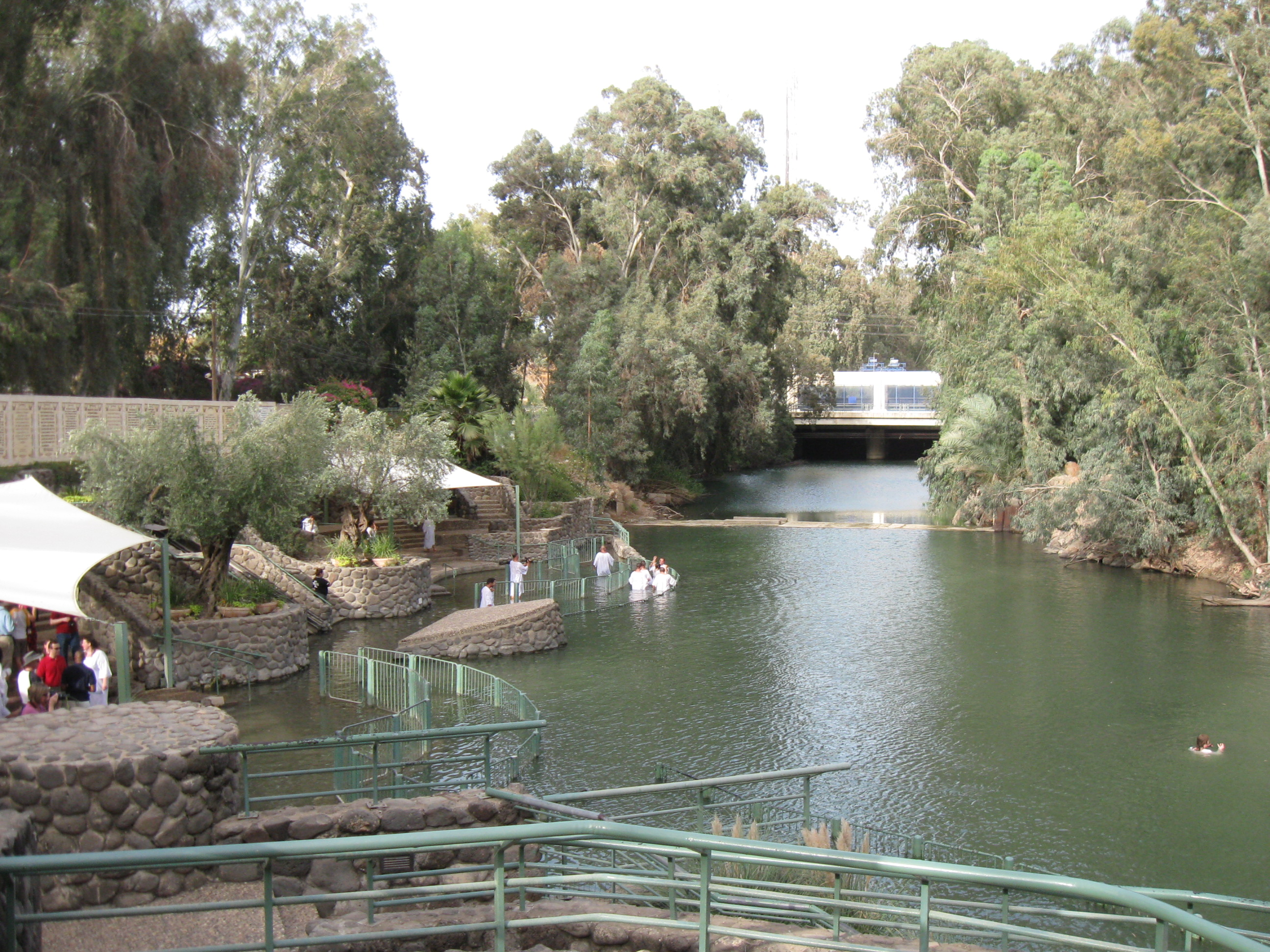
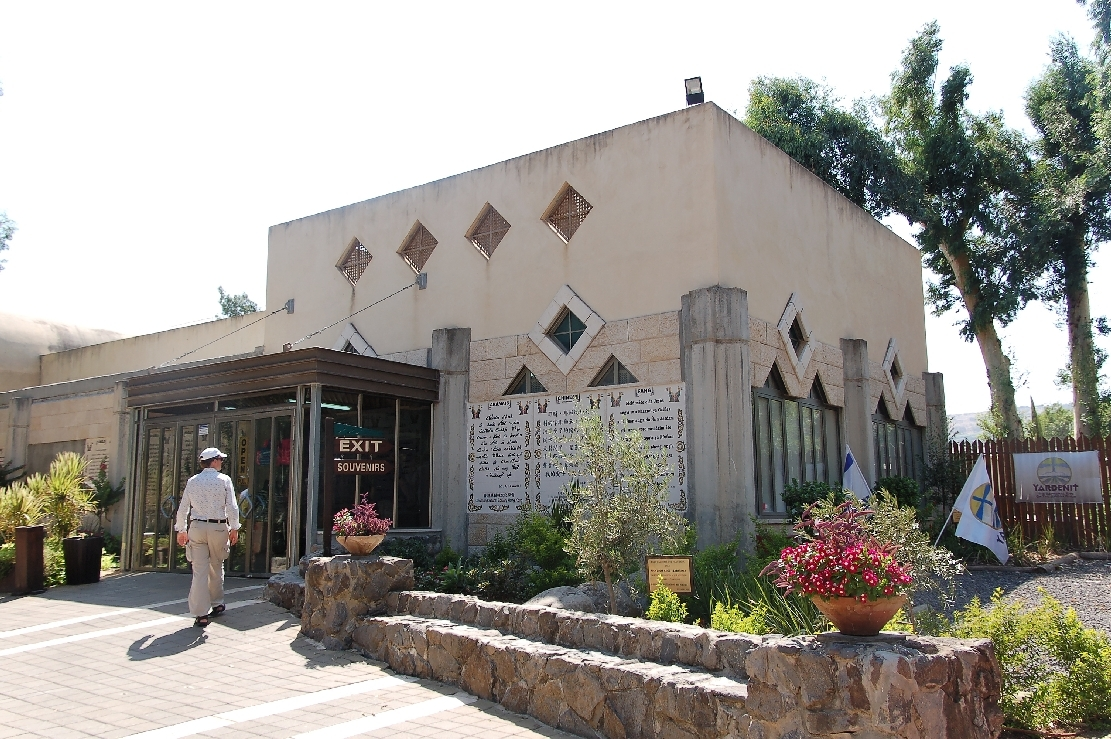